# Haliotis pourtalesii aurantium
Haliotis pourtalesii aurantium là một phân loài edible ốc biển, là động vật thân mềm chân bụng sống ở biển thuộc họ Haliotidae, the abalones. This is a Western Atlantic species.

## Phân bố
Loài này thường gặp ở Brazil.